# Vaca de las tierras altas
La vaca de las tierras altas (en inglés: Highland Cattle) es una raza bovina originaria de las Tierras Altas de Escocia. Tienen grandes cuernos y largos pelajes, que pueden ser de color negro, atigrado, blanco, plateado (parece blanco pero con la nariz negra) o pardo, y son criadas especialmente por su carne. Se originaron en las Tierras Altas y las Islas Hébridas de Escocia y se mencionan por primera vez en el siglo VI. El primer libro de razas describe dos tipos de ganado diferente en las Tierras Altas, sin embargo en la actualidad solo existe uno debido a los cruces entre ambas.
Son una raza resistente, que ha sido cruzada para soportar las condiciones de las Tierras Altas escocesas. Su largo pelo le da la capacidad de hibernar. Los machos pueden llegar a los 800 kilogramos y las hembras hasta los 500 kilogramos. Su leche tiene, por lo general, un alto contenido de grasa butírica y su carne es considerada de alta calidad, con un menor contenido en colesterol que otras razas de ternera.
A fines del siglo XIX fueron llevados ejemplares de esta raza a Norteamérica. Actualmente vive también en Holanda, Escandinavia, Argentina, Alaska o incluso España.

## Historia

### Desarrollo
Descienden de las vacas Hamitas de Cuerno Largo (Hamitic Longhorn ), que llegaron a Bretaña gracias a los granjeros del neolítico en el segundo milenio a. C., según iban migrando hacia el norte por África y Europa. El ganado de las Highlands ha sido históricamente muy importante para la economía, ya que era criado principalmente por su carne y como tipo de comercio en la frontera entre Escocia e Inglaterra.

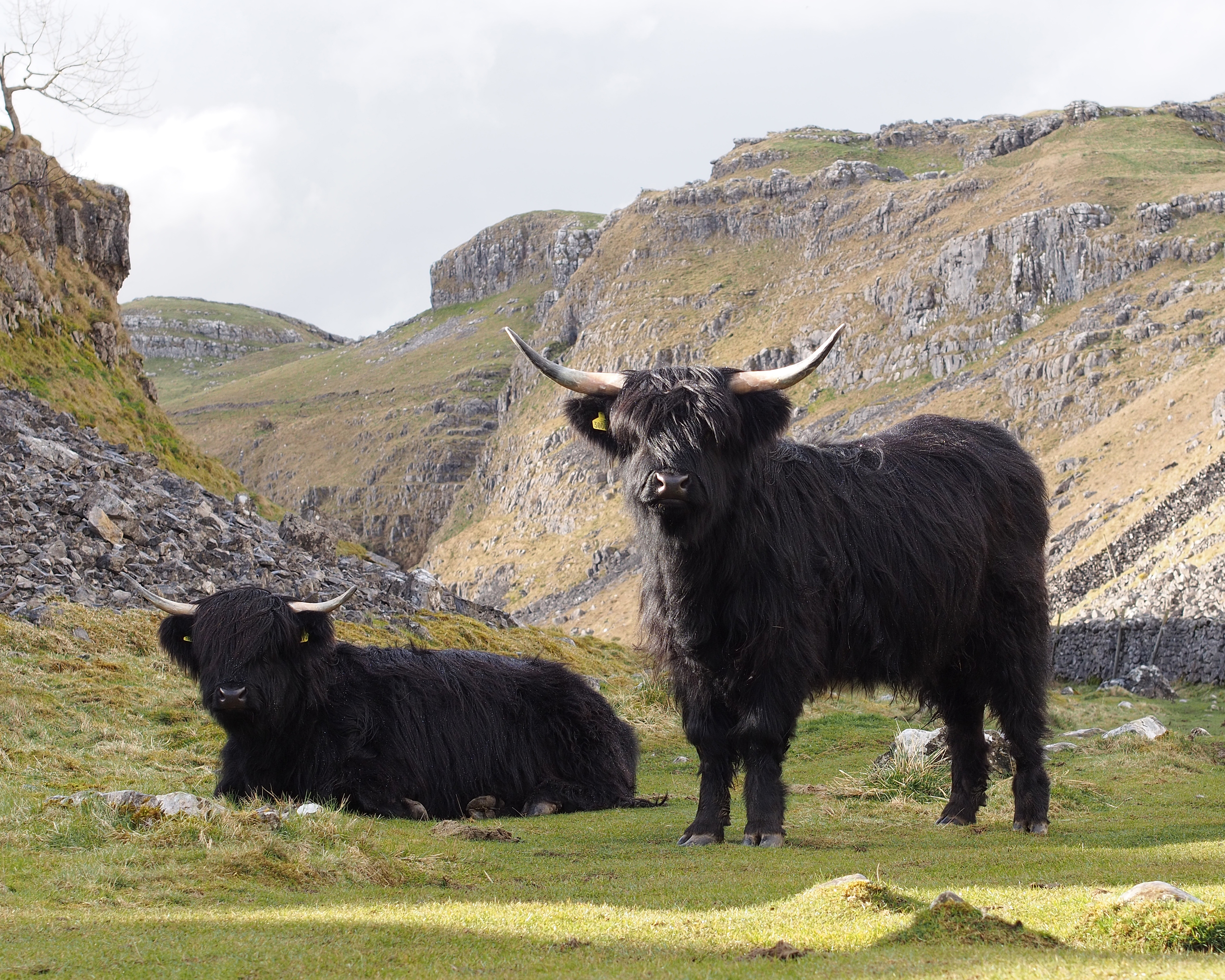
Vacas de las tierras altas con el pelaje negro.

En el año 1885 se distinguen principalmente dos tipos distintos de ganado de las Tierras Altas. Uno era el llamado Kyloe, o  de las Tierras Altas Occidentales, que vivía principalmente en las Islas Occidentales, que soportaban condiciones más extremas. Por esta razón este tipo de ganado tendía a ser más pequeño, con pelaje negro y más largo. El nombre de Kyloe se debe a que las vacas eran transportadas por los kyles, estrechos pasos de agua, hasta el mercado.
El otro tipo era el de Tierra Firme, que solía ser más grande debido a la mayor cantidad de pastos de los que disponía, y con un pelaje pardo o rojizo. Sin embargo, estos dos tipos se han cruzado entre sí y ahora no hay diferencias entre ellos.
Desde principios del siglo XX, esta especie se ha exportado a numerosas partes del mundo, especialmente a Australia y a América del Norte.
Se calcula que actualmente hay unas 15.000 cabezas de ganado en el Reino Unido.

## Características de la raza
Tienen una inusual doble capa de pelo. En el exterior tiene un pelo más aceitoso -el más largo de cualquier otra raza de ganado- cubriendo una capa interna más suave. Esto las hace capaces de soportar las condiciones de las Tierras Altas, que presenta un nivel de lluvia anual muy alto y normalmente con mucho viento. Pueden cavar en la nieve con sus cuernos para encontrar plantas enterradas.
Esta raza resistente puede pastar en brezales o zonas pantanosas mejor que cualquier otra raza y, en ocasiones, se utiliza para mantener este tipo de paisaje. Las Tierras Altas se recomiendan para el ecopastoralismo.
Su habilidad para encontrar alimento le permite sobrevivir en escarpadas zonas montañosas, donde pastan y comen plantas que el resto del ganado vacuno evita. 
El apareamiento ocurre a lo largo de todo el año, con un periodo de gestación de entre 277 y 290 días. Lo más normal es que solamente nazca un ternero, pero también se puede dar el caso de que nazcan gemelos. Alcanzan la madurez sexual a los dieciocho meses y tienen una esperanza de vida más larga que la mayoría de otras razas bovinas, ya que pueden alcanzar los 20 años de edad.

### Tolerancia al frío
Todo el ganado europeo es capaz de soportar con relativa facilidad las bajas temperaturas, pero las vacas de las Tierras Altas han sido descritas como "casi tan tolerantes al frío como el reno". Esta raza se ha conseguido adaptar a lugares con inviernos significativamente más fríos que Escocia, como Noruega y Canadá. Y a la inversa, gracias a sus gordos abrigos son menos tolerantes al calor que especies como el cebú, que se originó en el sur de Asia y está adaptado a climas cálidos.

### Comportamiento

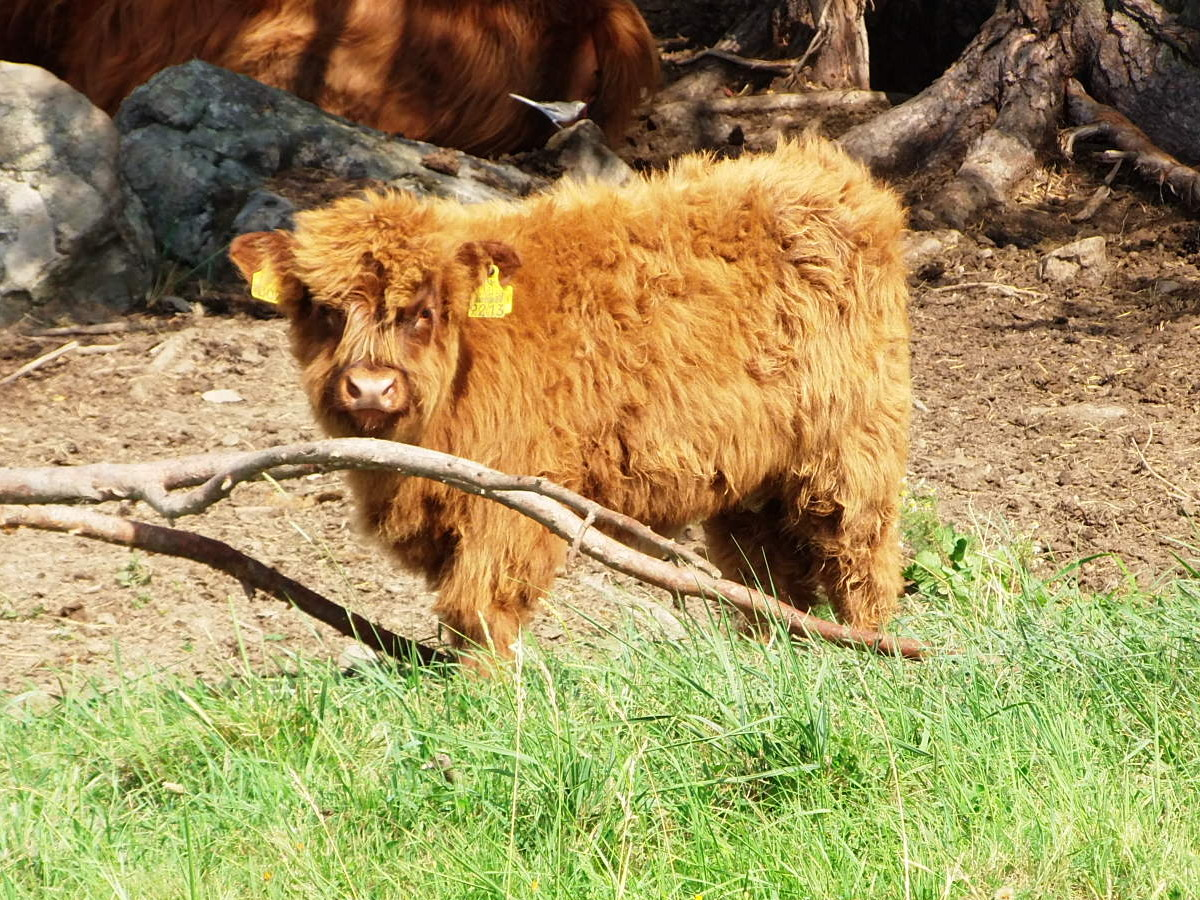
Ternero Highland.

Se estudió un rebaño de ganado durante un periodo de 4 años y se descubrió que esta raza tiene una marcada estructura y jerarquía, lo que reduce los ataques entre ellos. El nivel social depende de la edad y el sexo, con los miembros más viejos siendo los dominantes sobre los terneros y los más jóvenes. Los toros jóvenes dominan a las vacas adultas cuando llegan a los 2 años de edad. Los terneros de las vacas con un estatus más elevado también tienen una importancia mayor dentro del ganado, a pesar de que su madre no interviene apenas para conseguirlo. También son dados a lamerse y a luchar jugando.

### Morfología

#### Toro

##### Locomoción
Para un macho reproductor, es muy importante para el buen desarrollo de la manada. Un toro, durante el período de celo, recorre en un día tres veces más distancia que todos los demás miembros de la manada, para montar las vacas en celo.
Se observa al animal caminar y nos centramos en la amplitud de sus zancadas. Se necesita una buena amplitud de los cuartos traseros, el animal al caminar debe al menos tapar sus huellasL luego al detenerse nos fijaremos en:
- sus posturas anterior y posterior, de frente y de perfil (alineación de las extremidades en un eje vertical, posición de los pies en reposo),
- la inclinación de las cuartillas, ¿el animal está de puntillas, normal o sentado sobre los talones? Se tiene en cuenta el estado general de las pezuñas (demasiado largas o cortas); los animales con defectos en las patas no deben mantenerse en cría.

##### Cabeza
Debe ser proporcional al cuerpo y formar un triángulo equilátero con tres lados iguales.
Por tanto debemos fijarnos en el ancho de la cabeza; Deben ser dos tramos, el copete debe ser ancho. Dependiendo de este ancho, para que forme un triángulo la cabeza no debe ser demasiado larga.
Luego debemos observar las mejillas y el hocico que, de frente, debe ser ancho.
El hocico no debe ser demasiado estrecho (nos referimos a la proporción entre el ancho del hocico y el ancho de la fuerte).

##### Cuernos
El diámetro es importante, un macho de tipo “femenino” (diámetro pequeño) será peor valorado.
Sin cuernos apuntando hacia abajo o hacia los ojos, no deben bajar de la horizontal.
Entonces es necesario observar si hay una vena roja en los cuernos: las venas rojas visibles son un signo de un alto consumo de proteínas, en resumen, el animal necesariamente se alimenta con concentrado y no se contenta sólo con hierba o heno;
Si se tiene un macho en el rebaño con cuernos tipo “hembra”, favorecerás la reproducción con madres que tengan cuernos de gran 
diámetro.

##### Cuartos delanteros
Se mira :
- la distancia entre los omóplatos;
- importancia de la masa muscular entre los omóplatos;
- profundidad del pecho;
- los hombros deben ser gruesos y llenos.

##### Cuerpo
La línea de espalda debe ser recta (arriba), no debe haber espalda ensillada ni redondeada.
La espalda debe ser ancha y sobre todo continua, es decir, vista desde arriba, el cuerpo no debe ser más estrecho que el ancho de los hombros (las dos líneas laterales que delimitan los hombros y la espalda deben ser casi paralelas).

##### Parte trasera
Se mira :
- el ancho y la inclinación de la pelvis (la pelvis no debe estar demasiado inclinada);
- el largo de los cuartos traseros (desde la punta de las nalgas hasta la curva del corvejón);
- la redondez de los cuartos: los cuartos rectos (de abajo hacia arriba) reflejan un volumen muscular bajo;
- el trasero debe ser bastante redondo al mirarlo.

##### Testículos
Deben estar bien descendidos, de igual tamaño y de buen volumen.

###### Pelo
Todo depende de la época de observación. Un animal con poco pelo a finales de primavera o verano será juzgado como cualquier otro sin discriminación.
- Al comprar un toro, siempre debes elegir el mejor, pero sólo porque un toro haya ganado muchas competiciones no significa que sea necesariamente bueno. Es mejor un toro que ganó una sola competición donde había muchos sujetos de su categoría, que un toro que ganó muchos, pero que quedó solo en su categoría.
- A la hora de comprar un joven, además de su aspecto general, cuenta mucho el morfotipo de sus antepasados.
- Un toro joven en su primer año de cría puede abarcar un máximo de 7 hembras. Un toro viejo puede tener una manada de 50 madres.
- La constitución general de un toro debe ser fuerte.

#### Vaca
Las principales características de una hembra para la cría son:
- docilidad;
- una bonita capa;
- parto regular;
- leche de buena calidad;
- buena capacidad para caminar.

Aquí también es necesario observar el aspecto y el estado general.
Debemos repetir las mismas observaciones que para un macho, pero añadiendo la pelvis y las ubres.

###### Caderas
Las caderas deben ser anchas. La amplia apertura pélvica favorece un parto fácil. Cuando se mira desde atrás, la inclinación de la pelvis no debe ser demasiado grande (ni cerrada).

###### Ubres
Los cuatro pezones deben ser idénticos. La ubre debe estar sana, limpia y no colgante.
- Una vaca con un poco de blanco debajo del vientre suele ser una buena ordeñadora.
- Poca leche en el primer parto no es un criterio importante, hay que confiar en las lactancias posteriores para saber si es una buena lechera.
- No conservar para reproducción.

## Aptitudes

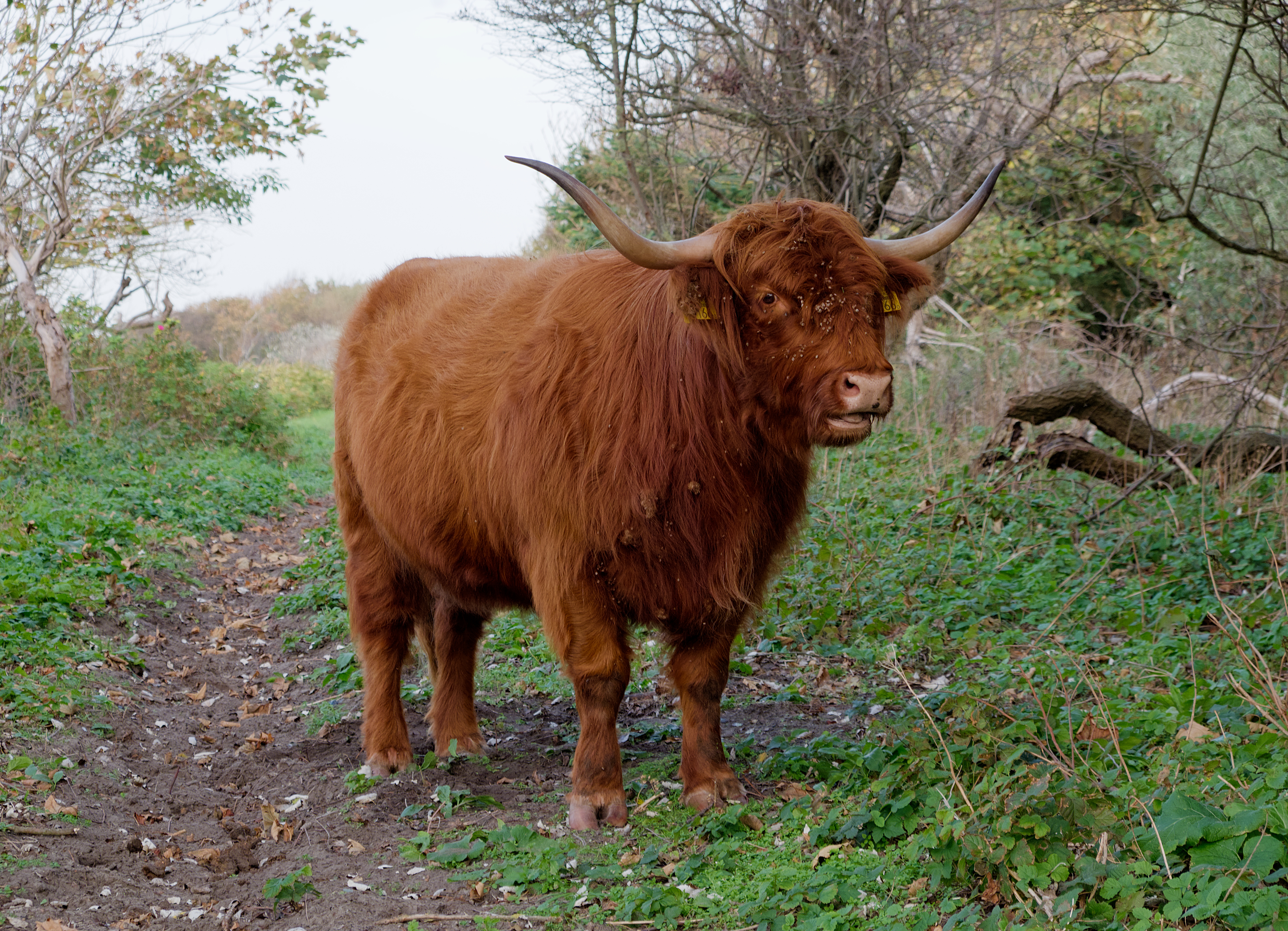
Vaca de las tierras altas en La Haya, Países Bajos.

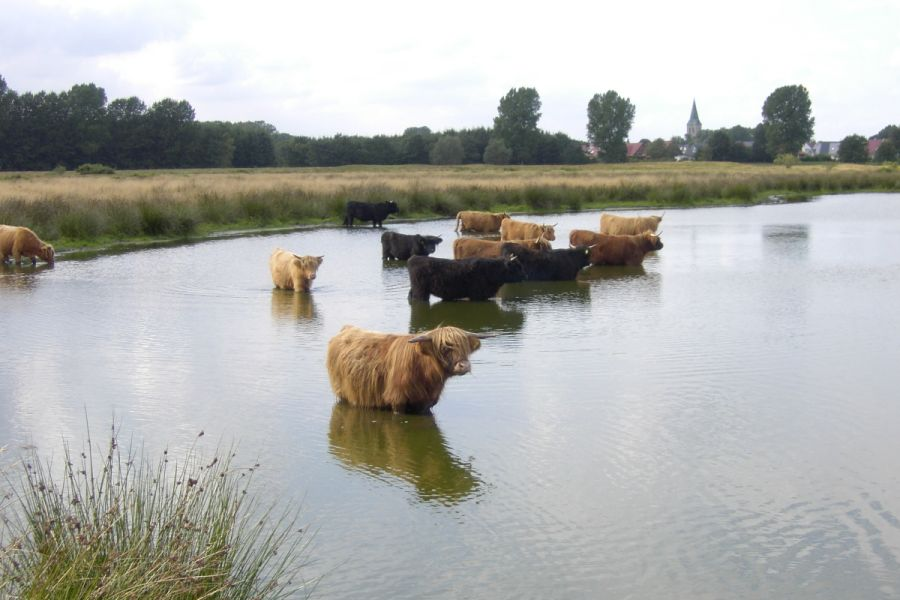
La Highland, como otras razas resistentes, sabe protegerse del calor refugiándose en la sombra o bañándose.

Es una raza clasificada hoy entre las razas vacunas para carne, pero los textos mencionan quesos elaborados en verano con leche muy rica en grasas. Su sabor también le debía mucho a los pastizales de las “tierras altas”. La Highland es muy popular por su carne veteada, que tiene un sabor notable y es rica en proteínas con un nivel de colesterol muy bajo. Acumula grasa debajo de la piel, un medio para combatir el frío, lo que facilita el desengrasado de la carne. Esta raza a menudo se cruza con la shorthorn o con Limousin para mejorar su conformación cárnica y su precocidad. Esto permite al ganado de las Highlands producir un ternero de carne mestizo que tiene la carne tierna de su madre en una forma de canal de mayor valor comercial en el sacrificio. Estas vacas nodrizas mestizas para carne heredan la resistencia, la economía y las capacidades maternales de sus madres Highland y la configuración mejorada de la canal de sus toros. Estas vacas cruzadas se pueden cruzar con un toro de carne moderno como un Limousin o uno de raza  Charolesa para producir carne de vacuno de alta calidad.
En el pasado, los animales se criaban en invierno en el establo, con heno, y en verano se sacaban a pastar a zonas montañosas o islas. Textos antiguos hablan de cruzar los brazos del mar para llevar hasta allí a las vacas. Los animales destinados al consumo eran engordados con residuos de destilerías de whisky.
Esta raza muy antigua se formó en una región con un clima muy duro. Es muy rústica, requiere pocos cuidados, capaz de vivir en las condiciones más duras: frío, nieve, marismas…pero que también se adapta a climas más cálidos. Es capaz de explotar pastos pobres en paisajes de brezales. Puede consumir una amplia variedad de plantas de tipo arbustivo, lo que la convierte en una excelente desbrozadora. Es la única vaca capaz de vivir en estas regiones, donde la única competencia son las ovejas.
En Francia, la CNR (Compagnie nationale du Rhône) lo utiliza para mantener las orillas del río Ródano. Las tierras altas también se utilizan como "herramienta ecológica" para mantener abiertos los fondos de los valles en los Vosgos del Norte, Alsacia-Mosela y Guipel al norte de Rennes. Tiene una longevidad notable, pudiendo las vacas parir hasta los 20 años o más. En Bélgica, las asociaciones de protección de la naturaleza Natagora y Natuurpunt, en particular, utilizan estas vacas para la gestión de sus reservas naturales en ambientes abiertos, donde el mantenimiento de las vacas de las tierras altas ha recuperado la cigüeña negra (Ciconia nigra), la agachadiza común de los pantanos (Gallinago gallinago) y algunas mariposas muy raras.